# 槻宮杏
槻宮 杏（つきみや あん、12月23日 - ）は、日本の漫画家。北海道出身。女性。
1998年、「金魚」で第23回白泉社アテナ新人大賞新人賞を受賞。同作品が、1999年、『LaLa DX』（白泉社）3月号に掲載されデビュー。以後、同誌や『LaLa』（白泉社）などに作品を発表。代表作は「楽園ルウト」。
ペンネームの「杏」は、作者の好きなアンズと赤毛のアンに由来する。
2013年、ブログで結婚を報告。

## 作品リスト

### 連載
- 『楽園ルウト』（『LaLa DX』2002年 - 2007年、）
- 『てっぺん!』（『LaLa DX』2008年 - 2009年）
- 『ぱんだくん家族』（『LaLaメロディonline』2013年 - ）
- 『食べられません！』（『kodomoe』、2019年 - ）

### 読み切り
- 金魚（『LaLa DX』1999年3月号） - デビュー作。
- メガネアパート（『LaLa DX』2010年9月号） - 短編集「メガネアパート」収録。
- おとこまえっ！（『LaLa DX』2011年3月号）
- 恋するまじない堂（『LaLa DX』2011年7月号）

## 書籍

### 漫画単行本
特記事項がない限りすべて白泉社〈花とゆめCOMICS〉より刊行。
- 『楽園ルウト』〉全8巻
- 『てっぺん!』全2巻
- 『メガネアパート』短編集